# The Staves
The Staves zijn drie Engelse zussen afkomstig uit Watford die sinds 2010 samen een akoestisch folkrock trio vormen. The Staves zijn befaamd om hun heldere, loepzuivere en betoverende samenzang. De arrangementen van de begeleidende muziek zit vaak dan ook zo in elkaar, dat de zang erbovenuit springt. In interviews vertellen de zusjes op muzikaal gebied onder andere geïnspireerd en beïnvloed te zijn door The Beatles, Simon & Garfunkel, Crosby, Stills & Nash en James Taylor.

## Carrière
De zussen begonnen met optreden als The Staveley-Taylors op 'open-mic nights' in een plaatselijke kroeg (The Horns) en veranderden hun naam in The Staves nadat een vriend hen op een avond onder die naam had ingeschreven.
The Staves brachten hun eerste ep's uit in 2010 en 2011 (zie discografie). Het debuutalbum van de band, Dead & Born & Grown, kwam uit in november 2012 en werd geproduceerd door Glyn Johns en Ethan Johns.
Het tweede album, If I Was, kwam uit in maart 2015 bij Atlantic Records in Europa en bij Nonesuch Records in de Verenigde Staten; dit album werd geproduceerd door Justin Vernon van de band Bon Iver. Het album behaalde succes in het Verenigd Koninkrijk en kwam binnen op nummer 14 van the Official UK Album Chart. In juli 2015 trad de band op samen met Bon Iver als gastartiest tijdens het Eaux Claires Festival in Eau Claire Wisconsin. Dit optreden trok extra aandacht, omdat het de langverwachte terugkeer op het podium van Bon Iver betrof. The Staves traden ook op als voorprogramma van Florence and the Machine bij Florence's How Big Tour.
De Staves traden ook meerdere malen op op verschillende Nederlandse festivals, waaronder Lowlands, Eurosonic Noorderslag en Into the Great Wide Open.
In 2015 trad de band op op het bekende Glastonbury Festival. In 2016 toerden The Staves met Bon Iver.

## Discografie
- Facing West EP (2010) Daddy Max Records
- Live at Cecil Sharp House (7 oktober 2011)
- Mexico EP (2 december 2011)
- The Motherlode EP (13 april 2012)
- Dead & Born & Grown (12 november 2012)[2]
- Dead & Born & Grown & Live (16 juli 2013)
- Blood I Bled EP (28 oktober 2014)
- If I Was (23 maart 2015)
- The Way is Read (24 november 2017)
- Good Woman (5 februari 2021)